# Celleporina sinuata
Celleporina sinuata är en mossdjursart som beskrevs av Gordon 1989. Celleporina sinuata ingår i släktet Celleporina och familjen Celleporidae. Inga underarter finns listade i Catalogue of Life.